# José Casals
José Casals est un photographe né à Santiago en 1931 et mort à Lima en 1991. Il a exercé son activité au Pérou dans les années 1950, 1960 et 1970.
Il a photographié le patrimoine archéologique du Pérou comme c'est le cas de la photo Cuzco qui fait partie de la collection du Musée National des Beaux-Arts de Buenos Aires.

## Publications
- Palabras para una imagen: Perú (Mots pour une image: le Pérou), 1969, Epsilon Éditeurs[4]
- Puruchuco, Photos de José Casals, texte de Jorge Eduardo Eielson[5], 1979, Editorial Organización de Promociones Culturales[6]